# Cirkadiani ritem
Cirkadiani ritem (skovanka iz latinskih besed circa - okrog in diēm - dan) je lastnost procesov v živih organizmih, ki se ciklično spreminjajo v odvisnosti od dnevno-nočnega cikla pogojev v njihovem okolju, torej s periodo 24 ur. Ti procesi so pod centralnim nadzorom mehanizma, ki lahko deluje neodvisno od zunanjih dražljajev (je endogen) in mu pravimo »notranja ura«, za cirkadiane ritme pa je značilno, da jih poleg notranje ure uravnavajo tudi zunanji pogoji, saj se dolžina dneva in noči skozi leto spreminja. Endogene notranje ure organizmov imajo običajno nekoliko krajšo periodo, od 22 do 24 ur, pri nekaterih pa tudi daljšo, do 25 ur. Tretja pomembna lastnost cirkadianih ritmov je, da imajo notranje ure, ki jih uravnavajo, mehanizme za kompenzacijo vpliva temperature okolja (njihov temperaturni koeficient je skoraj natanko 1). Nihanje temperature okolja močno vpliva na ostale presnovne procese.
Cirkadiani ritmi uravnavajo biološke procese v večini znanih organizmov, od modrozelenih cepljivk in gliv do rastlin in živali vključno s človekom. Pomembni so za usklajeno prilagajanje vseh celičnih procesov spremenljivim razmeram tekom dneva, kar pri višjih organizmih vpliva tudi na višje funkcije (na primer cikel budnosti in spanja). Nekatere motnje spanja so posledica nepravilnosti v notranji uri, ki se pri človeku nahaja v suprahiazmatičnem jedru, parni regiji hipotalamusa.
Kronobiologija je panoga biologije, ki preučuje cirkadiane ritme in druge časovno pogojene biološke pojave.